# Jablkovice
Jablkovice je destilát, vyrábí se destilací (zpravidla dvoustupňovou) z jablečného kvasu/zápary. Zápara se získá alkoholovým kvašením (bez přístupu vzduchu) z mletých jablek a působením různých druhů kvasinek, především různých šlechtěných kmenových druhů Saccharomyces cerevisiae. Nejjemnější jablečný destilát se získává z jablečné šťávy – přidávání cukru za účelem zvýšení výtěžku etanolu je pro výrobu pravých ovocných destilátů nepřípustné. Nejznámějším jablečným destilátem je francouzský Calvados. Výsledná chuť je podmíněna délkou a způsobem zrání.